# Kokkola
Kokkola (svéd nyelven Karleby) város Finnországban, eredeti nevén Gamlakarleby.
Finnország nyugati részén fekszik. Vaasatól 120 km-re északra és Oulutól 200 km-re délre helyezkedik el. Lakossága 47 158 fő (2014. április 30.), ebből férfi 49,1%, nő 50,9%. A város kétnyelvű: 84,2% finn anyanyelvű, 13,5% svéd anyanyelvű, 2,3% beszél más nyelvet. Területe 332,44 km², amelyből 4,92 km² víz. Kokkola szomszédos közösségei:  Halsua, Kalajoki, Kannus, Kaustinen, Kruunupyy, Lestijärvi, Luoto valamint Toholampi. Kokkola Finnország legészakibb kétnyelvű közössége.

## Történelem
A várost 1620-ban II. Gusztáv alapította.
A 18. században a tengeri hajózás és kereskedelem nyert teret. A 19. században az ipar is kialakult.

## Közlekedés
A városban is keresztül megy az észak-déli finn vasútvonal. A városnak jelentős kikötője van.

## Klíma
Az évi középhőmérséklet 3 °C. A leghidegebb hónapok a január és február -7 °C-kal. A legmelegebb a július 7 °C-kal. A hidegrekord −32 °C volt. Az évi csapadékmennyisége 540 mm.

## Lakosság
A lakosság 81%-a finn, 18%-a pedig svéd anyanyelvű.

## Testvérvárosok
- Fitchburg USA
- Fredericia Dánia
- Fusun Kína
- Hatvan, Magyarország
- Härnösand, Svédország
- Kristiansund, Norvégia
- Marijampolė, Litvánia
- Mörbylånga, Svédország
- Ratingen, Németország
- Sudbury, Kanada
- Ullånger, Svédország